# 2006-os közgyűlési választások Borsod-Abaúj-Zemplén megyében
A 2006-os megyei közgyűlési választásokat október 1-jén bonyolították le, az általános önkormányzati választások részeként.
Borsod-Abaúj-Zemplén megyében a szavazásra jogosultak bő többsége,  mintegy 240 ezer polgár ment el szavazni. A szavazók tizenegy szervezet jelöltjei közül választhattak.
A választásokat a Fidesz-KDNP nyerte meg – harminckét képviselőjük a többséget jelentette az ötvenkilenc fős közgyűlésben. A fennmaradó helyeket az MSZP jelöltjei foglalhatták el. A további nyolc, jelöltet állító szervezet egyike se jutott be a megyeházára.
A közgyűlés új elnöke Ódor Ferenc, a Fidesz-KDNP kistelepülési listavezetője lett.

## A választás rendszere

Borsod-Abaúj-Zemplén megye választókerületi beosztása, 2006
Kistelepülések Középvárosok nem szavazott (Miskolc)

A megyei közgyűlési választásokat az országosan megrendezett általános önkormányzati választások részeként tartották meg. A szavazók a településük polgármesterére és a helyi képviselőkre is ekkor adhatták le a szavazataikat.
A választási rendszer – immár negyedik alkalommal – az 1994-ben elfogadott szabályokon alapult.
A közgyűlési választásokon a községek, nagyközségek és városok polgárai szavazhattak. A megyei jogú városban élők – mivel nem tartoztak a megye joghatósága alá – nem vettek részt a megyei közgyűlés megválasztásában.
A választók két választókerületbe tartoztak, ahol listákra szavazhattak. A két választókerület a települések mérete szerint különült el: az egyikbe a legfeljebb 10 ezer lakóval bíró kistelepülések, a másikba pedig az ennél népesebb középvárosok tartoztak. A szavazatokat a két választókerületben külön-külön számolták össze és osztották el arányosan az adott kerületben az érvényes szavazatok 4%-át elérő szervezetek között.

### Választókerületek
|                                  | Település | Lakó (2006.jan.1.) | Választó- polgár | Megyei képviselő |
| -------------------------------- | --------- | ------------------ | ---------------- | ---------------- |
| Kistelepülések 10 ezer lakóig    | 348       | 395 896            | 297 070          | 40               |
| Középvárosok 10 ezer lakó fölött | 9         | 174 368            | 137 868          | 19               |
| Közgyűlési választókerületek     | 357       | 570 264            | 434 938          | 59               |
| Megyei jogú város Miskolc        | 1         | 175 608            | (142 693)        | –                |
| Összesen                         | 358       | 745 872            | (577 631)        | 59               |

Borsod-Abaúj-Zemplén megyében a közgyűlés létszáma 59 fő volt. A kistelepülési választókerületben 40, a középvárosiban pedig 19 képviselőt választhattak meg. Miskolc, mint megyei jogú város nem tartozott a megye joghatósága alá, s így polgárai nem is szavazhattak a megye önkormányzatának összetételéről.
A közgyűlést a megye 335 községének és huszonkét városának polgárai választhatták meg. (2002 óta négy település nyert el városi címet.) A huszonkét város közül azonban csak kilencben éltek tízezernél többen, így csak ezek tartozak a középvárosi választókerületbe.
A választásra jogosult polgárok száma 435 ezer volt. A polgárok bő kétharmada a kistelepülési választókerületben lakott, míg szűk harmaduk a középvárosiban.
A legkevesebb polgár a megye északi részén található Debréte községben élt (19 polgár), míg a legtöbb Ózd városában lakott (30 782 polgár).
| A közgyűlési választók eloszlása településméret szerint | A közgyűlési választók eloszlása településméret szerint | A közgyűlési választók eloszlása településméret szerint | A közgyűlési választók eloszlása településméret szerint | A közgyűlési választók eloszlása településméret szerint | A közgyűlési választók eloszlása településméret szerint                                  |
| Településméret (lakók száma)                            | Településméret (lakók száma)                            | Település                                               | Választójogosult (2006.júl.20.)                         | Választójogosult (2006.júl.20.)                         | Megjegyzés                                                                               |
| ------------------------------------------------------- | ------------------------------------------------------- | ------------------------------------------------------- | ------------------------------------------------------- | ------------------------------------------------------- | ---------------------------------------------------------------------------------------- |
|                                                         |                                                         |                                                         |                                                         |                                                         |                                                                                          |
| Kistelepülési választókerület                           |                                                         |                                                         |                                                         |                                                         |                                                                                          |
|                                                         | 1 – 100                                                 | 21                                                      | 1 032                                                   | 0,24%                                                   | legkisebb község: Debréte                                                                |
| 101 – 600                                               | 135                                                     | 34 181                                                  | 7,86%                                                   |                                                         |                                                                                          |
| 601 – 1 300                                             | 96                                                      | 66 425                                                  | 15,27%                                                  | új város: Pálháza (2005)                                |                                                                                          |
| 1 301 – 3 000                                           | 69                                                      | 99 855                                                  | 22,96%                                                  |                                                         |                                                                                          |
| 3 001 – 5 000                                           | 52                                                      | 52 219                                                  | 12,01%                                                  | új város: Abaújszántó és Cigánd (2004)                  |                                                                                          |
| 5 001 – 10 000                                          | 9                                                       | 43 358                                                  | 9,97%                                                   | új város: Nyékládháza (2003)                            |                                                                                          |
|                                                         |                                                         | 348                                                     | 297 070                                                 | 68,30%                                                  |                                                                                          |
|                                                         |                                                         |                                                         |                                                         |                                                         |                                                                                          |
| Középvárosi választókerület                             |                                                         |                                                         |                                                         |                                                         |                                                                                          |
|                                                         | 10 001 – 25 000                                         | 7                                                       | 81 012                                                  | 18,63%                                                  | Szerencs, Edelény, Sajószentpéter, Sárospatak, Sátoraljaújhely, Mezőkövesd, Tiszaújváros |
| 25 000 fölött                                           | 2                                                       | 56 856                                                  | 13,07%                                                  | Kazincbarcika, Ózd                                      |                                                                                          |
|                                                         |                                                         | 9                                                       | 137 868                                                 | 31,70%                                                  |                                                                                          |
|                                                         |                                                         |                                                         |                                                         |                                                         |                                                                                          |
| Összesen                                                | Összesen                                                | 357                                                     | 434 938                                                 |                                                         |                                                                                          |

## Előzmények
| Szervezetek      | Közgyűlési helyek | Közgyűlési helyek | Közgyűlési helyek | Közgyűlési helyek | Közgyűlési helyek | Közgyűlési helyek | Közgyűlési helyek | Közgyűlési helyek | Közgyűlési helyek | Közgyűlési helyek | Közgyűlési helyek | Közgyűlési helyek | Közgyűlési helyek | Közgyűlési helyek | Közgyűlési helyek | Közgyűlési helyek | Közgyűlési helyek | Közgyűlési helyek | Közgyűlési helyek | Közgyűlési helyek | Közgyűlési helyek | Közgyűlési helyek | Közgyűlési helyek | Közgyűlési helyek |    | Σ  |
| Szervezetek      | Közgyűlési helyek | Közgyűlési helyek | Közgyűlési helyek | Közgyűlési helyek | Közgyűlési helyek | Közgyűlési helyek | Közgyűlési helyek | Közgyűlési helyek | Közgyűlési helyek | Közgyűlési helyek | Közgyűlési helyek | Közgyűlési helyek | Közgyűlési helyek | Közgyűlési helyek | Közgyűlési helyek | Közgyűlési helyek | Közgyűlési helyek | Közgyűlési helyek | Közgyűlési helyek | Közgyűlési helyek | Közgyűlési helyek | Közgyűlési helyek | Közgyűlési helyek | Közgyűlési helyek | vk | Σ  |
| ---------------- | ----------------- | ----------------- | ----------------- | ----------------- | ----------------- | ----------------- | ----------------- | ----------------- | ----------------- | ----------------- | ----------------- | ----------------- | ----------------- | ----------------- | ----------------- | ----------------- | ----------------- | ----------------- | ----------------- | ----------------- | ----------------- | ----------------- | ----------------- | ----------------- | -- | -- |
| MSZP             |                   |                   |                   |                   |                   |                   |                   |                   |                   |                   |                   |                   |                   |                   |                   |                   |                   |                   |                   |                   |                   |                   |                   |                   | 24 | 36 |
| MSZP             |                   |                   |                   |                   |                   |                   |                   |                   |                   |                   |                   |                   |                   |                   |                   |                   |                   |                   |                   |                   |                   |                   |                   | 12                |    | 36 |
| Fidesz-MDF-MKDSZ |                   |                   |                   |                   |                   |                   |                   |                   |                   |                   |                   |                   |                   |                   |                   |                   |                   |                   |                   |                   |                   |                   |                   |                   | 16 | 23 |
| Fidesz-MDF-MKDSZ |                   |                   |                   |                   |                   |                   |                   |                   |                   |                   |                   |                   |                   |                   |                   |                   |                   |                   |                   |                   |                   |                   |                   | 7                 |    | 23 |
| Összesen         |                   |                   |                   |                   |                   |                   |                   |                   |                   |                   |                   |                   |                   |                   |                   |                   |                   |                   |                   |                   |                   |                   |                   |                   | 40 | 59 |
| Összesen         | 19                |                   |                   |                   |                   |                   |                   |                   |                   |                   |                   |                   |                   |                   |                   |                   |                   |                   |                   |                   |                   |                   |                   |                   |    | 59 |

A 2002 őszén megalakult (IV.) közgyűlés elnöke Gyárfás Ildikó, az MSZP képviselője volt. Főállású alelnökként Kormos Dénes, társadalmi megbízatású alelnökként Szabó György szolgálta a megye közgyűlését.

## Jelöltállítás

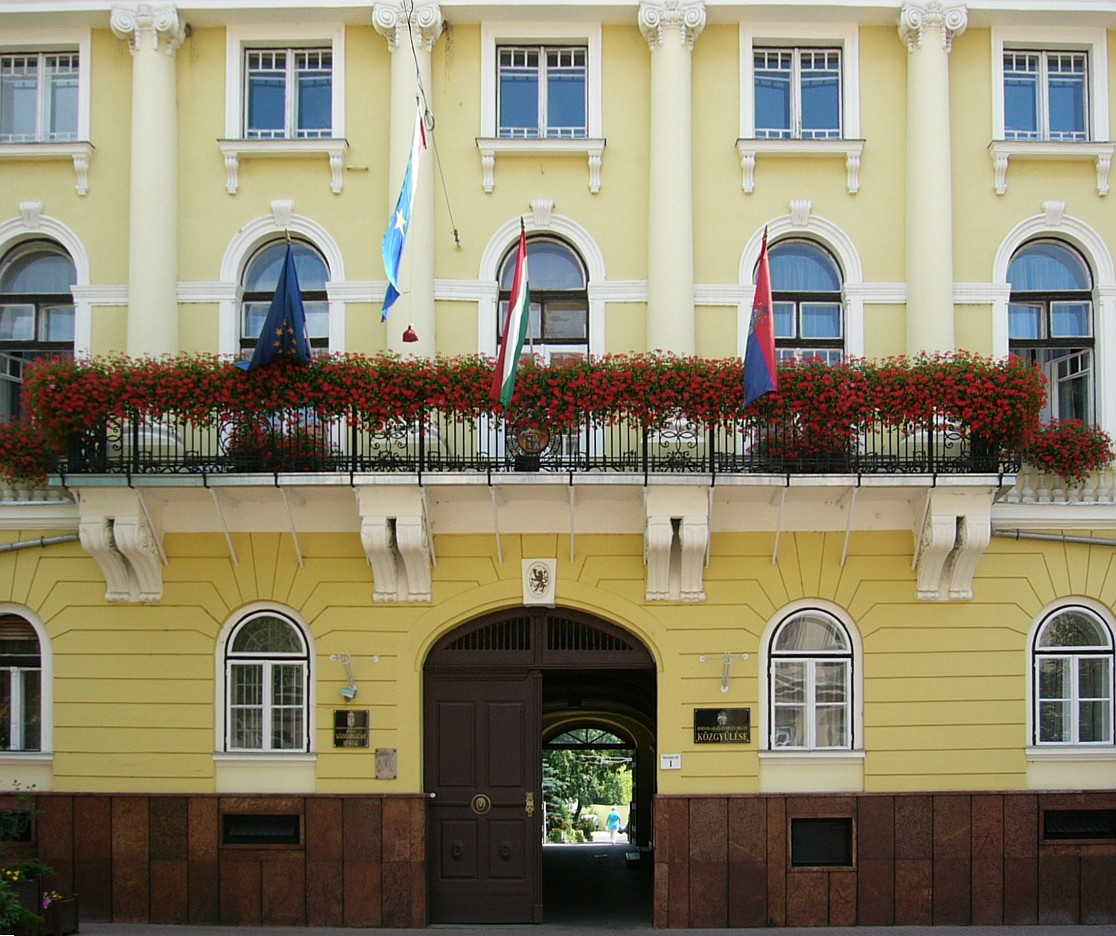
Megyeháza, Miskolc

Tizenegy szervezet vett részt a jelöltállítási folyamatban. A kistelepülési választókerületben tíz listát állítottak, míg a középvárosiban nyolcat. A jelöltek száma összesen 258 volt (173+85).
A listák döntő részét az országos pártok állították, s a jelöltek számában is elsöprő többséggel bírtak. A tizenegy szervezetből kettő volt megyei gyökerű, négy parlamenten kívüli párt és öt országgyűlési párt.

### Listák
Lista állításához mind a két választókerületben külön-külön kellett ajánlásokat gyűjteni. Az ajánlások gyűjtésére egy bő hónap állt rendelkezésre – augusztus 4. és szeptember 8. között. Ez alatt az idő alatt a választókerületi polgárok 0,3%-ának ajánlását kellett megszerezni. A Borsod-Abaúj-Zemplén megyei kistelepülési választókerületben ez 892, a középvárosiban 414 ajánlást jelentett. Lehetőség volt önálló és közös listák állítására is. A közös listák esetében ugyanannyi ajánlásra volt szükség, mint az önállóak esetében. Arra is volt lehetőség, hogy egy szervezet csak az egyik választókerületben állítson listát.
Az előző közgyűlés pártjai közül az MSZP önállóan, míg a Fidesz újra közös listával indult a választásokon. Igaz ezúttal már nem az MDF-el és az MKDSZ-el, hanem a KDNP-vel együtt. Az MDF tizenkét év után tért vissza önállóan a választási küzdelmekbe.
Először indult a Roma Polgárjogi Mozgalom B.-A.-Z. Megyei Szervezete, míg a Zempléni Településszövetség már harmadszor állt rajtvonalhoz. A további öt országos párt pedig már négy évvel korábban is állított jelölteket, de akkor nem jutottak be a közgyűlésbe.
A Magyar Vidék és Polgári Párt, valamint az FKGP csak a kistelepülési választókerületben állított listát és jelöltjeik száma is alacsony volt (7, ill. 8). Ugyancsak kevés jelölttel vágott neki a választásoknak az RPM (9). A középmezőnyt a Munkáspárt (13), a MIÉP (15), az SZDSZ (20), az MDF (21) és a ZTSZ (23) listái jelentették. A legtöbb jelöltet az MSZP (69) és a Fidesz-KDNP állította (74).
| Kistelepülési választókerület         | Kistelepülési választókerület | Kistelepülési választókerület | Kistelepülési választókerület | Szervezet    | Szervezet                                           | Szervezet    | Szervezet    | Középvárosi választókerület | Középvárosi választókerület | Középvárosi választókerület | Középvárosi választókerület |
| #.                                    | lista neve                    | típusa                        | jelöltek száma                |              | neve                                                | jellege      | hatóköre     | #.                          | lista neve                  | típusa                      | jelöltek száma              |
| ------------------------------------- | ----------------------------- | ----------------------------- | ----------------------------- | ------------ | --------------------------------------------------- | ------------ | ------------ | --------------------------- | --------------------------- | --------------------------- | --------------------------- |
| társadalmi szervezetek                |                               |                               |                               |              |                                                     |              |              |                             |                             |                             |                             |
| 1.                                    | ZTSZ                          | önálló                        | 18                            |              | Zempléni Településszövetség                         | társ.        | megyei       | 2.                          | ZTSZ                        | önálló                      | 5                           |
| 6.                                    | RPM                           | önálló                        | 5                             |              | Roma Polgárjogi Mozgalom B.-A.-Z. Megyei Szervezete | társ.        | országos     | 7.                          | RPM                         | önálló                      | 4                           |
| országgyűlésen kívüli országos pártok |                               |                               |                               |              |                                                     |              |              |                             |                             |                             |                             |
| 2.                                    | MVPP                          | önálló                        | 7                             |              | Magyar Vidék és Polgári Párt                        | párt         | országos     |                             |                             |                             |                             |
| 9.                                    | FKGP                          | önálló                        | 8                             |              | Független Kisgazda-, Földmunkás- és Polgári Párt    | párt         | országos     |                             |                             |                             |                             |
| 4.                                    | Munkáspárt                    | önálló                        | 5                             |              | Magyar Kommunista Munkáspárt                        | párt         | országos     | 6.                          | Munkáspárt                  | önálló                      | 7                           |
| 8.                                    | MIÉP                          | önálló                        | 8                             |              | Magyar Igazság és Élet Pártja                       | párt         | országos     | 1.                          | MIÉP                        | önálló                      | 7                           |
| országgyűlési pártok                  |                               |                               |                               |              |                                                     |              |              |                             |                             |                             |                             |
| 3.                                    | SZDSZ                         | önálló                        | 10                            |              | SZDSZ – A magyar liberális párt                     | párt         | országos     | 5.                          | SZDSZ                       | önálló                      | 10                          |
| 10.                                   | MDF                           | önálló                        | 10                            |              | Magyar Demokrata Fórum                              | párt         | országos     | 8.                          | MDF                         | önálló                      | 11                          |
| 5.                                    | MSZP                          | önálló                        | 49                            |              | Magyar Szocialista Párt                             | párt         | országos     | 4.                          | MSZP                        | önálló                      | 20                          |
| 7.                                    | Fidesz-KDNP                   | közös                         | 53                            |              | Fidesz – Magyar Polgári Szövetség                   | párt         | országos     | 3.                          | Fidesz-KDNP                 | közös                       | 21                          |
| 7.                                    | Fidesz-KDNP                   | közös                         | 53                            |              | Kereszténydemokrata Néppárt                         | párt         | országos     | 3.                          | Fidesz-KDNP                 | közös                       | 21                          |
| 10 lista                              | 10 lista                      | 10 lista                      | 173                           | 11 szervezet | 11 szervezet                                        | 11 szervezet | 11 szervezet | 8 lista                     | 8 lista                     | 8 lista                     | 85                          |

### Jelöltek
| Kistelepülési választókerület | Lista | Lista       | Középvárosi választókerület |
| ----------------------------- | ----- | ----------- | --------------------------- |
| dr. Ódor Ferenc               |       | Fidesz-KDNP | Tállai András               |
| dr. Török Pál                 |       | FKGP        |                             |
| Labóczki János                |       | MDF         | Szabó Gyula                 |
| Barati Attila                 |       | MIÉP        | Soltész Imre István         |
| Kormos Dénes                  |       | MSZP        | Gyárfás Ildikó              |
| Szádváry Gyula                |       | Munkáspárt  | Budai Ferenc                |
| Laczkó Lászlóné               |       | MVPP        |                             |
| Dancs Mihály                  |       | RPM         | Horváth Aladár              |
| Balla Erzsébet                |       | SZDSZ       | Farkas Zoltán               |
| Májer József                  |       | ZTSZ        | Laczkó Károly               |
|                               |       |             |                             |

| ZTSZ |
| --- |
| |
| Májer József |
| Bűdi Károly |
| Varga László |
| Zuti Lajos |
| Lakó János |
| \| További jelöltek \| \| ---------------- \| \| Csordás Ferenc \| \| Kecsmár István \| \| Tölgyesi István \| \| Hompoth Imre \| \| Szabó András \| \| Köteles László \| \| Dakos János \| \| Czili Mátyás \| \| Csáki Barnabás \| \| Csugány Bertalan \| \| Szabó József \| \| Barathy György \| \| Molnár Tibor \| |
| További jelöltek |
| Csordás Ferenc |
| Kecsmár István |
| Tölgyesi István |
| Hompoth Imre |
| Szabó András |
| Köteles László |
| Dakos János |
| Czili Mátyás |
| Csáki Barnabás |
| Csugány Bertalan |
| Szabó József |
| Barathy György |
| Molnár Tibor |

| További jelöltek |
| ---------------- |
| Csordás Ferenc   |
| Kecsmár István   |
| Tölgyesi István  |
| Hompoth Imre     |
| Szabó András     |
| Köteles László   |
| Dakos János      |
| Czili Mátyás     |
| Csáki Barnabás   |
| Csugány Bertalan |
| Szabó József     |
| Barathy György   |
| Molnár Tibor     |

| MVPP                                                                               |
| ---------------------------------------------------------------------------------- |
|                                                                                    |
| Laczkó Lászlóné                                                                    |
| Kemény Endre                                                                       |
| Terjék Istvánné                                                                    |
| Demjén Zoltán István                                                               |
| Király Dénes                                                                       |
| \| További jelöltek \| \| ---------------- \| \| Gál Attila \| \| Soltész János \| |
| További jelöltek                                                                   |
| Gál Attila                                                                         |
| Soltész János                                                                      |

| További jelöltek |
| ---------------- |
| Gál Attila       |
| Soltész János    |

| SZDSZ |
| --- |
| |
| Balla Erzsébet |
| Neuwirth László |
| dr. Sóczó Réka |
| Csipkés István |
| Csizi István |
| \| További jelöltek \| \| --------------------- \| \| Nagy István \| \| Hossó Boldizsár \| \| Győrfiné Pál Marianna \| \| Simkó Sándor \| \| Kopasz Beáta Martina \| |
| További jelöltek |
| Nagy István |
| Hossó Boldizsár |
| Győrfiné Pál Marianna |
| Simkó Sándor |
| Kopasz Beáta Martina |

| További jelöltek      |
| --------------------- |
| Nagy István           |
| Hossó Boldizsár       |
| Győrfiné Pál Marianna |
| Simkó Sándor          |
| Kopasz Beáta Martina  |

| Munkáspárt      |
| --------------- |
|                 |
| Szádváry Gyula  |
| Gulyás János    |
| Szabó András    |
| Répási János    |
| Tóth Barnabásné |

| MSZP |
| --- |
| |
| Kormos Dénes |
| Gúr Nándor |
| Lukács András |
| Juhász István |
| Nyakó István |
| \| További jelöltek \| \| -------------------------- \| \| Ördög Jakab \| \| dr. Kormos Imre \| \| Vargáné Kerékgyártó Ildikó \| \| Galuska László \| \| Nyitrai Tibor \| \| dr. Koleszár Lajos \| \| Tóth Zoltán \| \| Csabai Gyula \| \| Balogh Attila Ágoston \| \| Szvoboda László \| \| Mészáros Barnabás \| \| Molnár Magdolna \| \| Nyeste János \| \| Molnár Zoltán \| \| Perényi Barnabás \| \| Takács Lászlóné \| \| Matusz Tamás \| \| Kiss Sándor \| \| Halász Károly \| \| Blaháné Olcsvári Mária \| \| Ducsai Attila \| \| Elek József Barnabás \| \| Gábor Dezső \| \| Haragáné Darvas Marianna \| \| Hegedűs Dezső \| \| Kelemen László \| \| Ladomérszky László \| \| Magyar Jánosné \| \| Magyar Márta \| \| Molnár István \| \| Mondreánné Lengyel Mária \| \| Murányi Norbert \| \| Nagy Gyula \| \| Nagy Nóra \| \| Sipos Attila \| \| Sohajda István \| \| Suskó József Viktor \| \| Szikora Csaba \| \| Szokircsák István \| \| Szopkó Tibor \| \| Szoták Szabolcs \| \| Tóth József Sándor \| \| Ulrich Attiláné \| \| Varga Gábor \| |
| További jelöltek |
| Ördög Jakab |
| dr. Kormos Imre |
| Vargáné Kerékgyártó Ildikó |
| Galuska László |
| Nyitrai Tibor |
| dr. Koleszár Lajos |
| Tóth Zoltán |
| Csabai Gyula |
| Balogh Attila Ágoston |
| Szvoboda László |
| Mészáros Barnabás |
| Molnár Magdolna |
| Nyeste János |
| Molnár Zoltán |
| Perényi Barnabás |
| Takács Lászlóné |
| Matusz Tamás |
| Kiss Sándor |
| Halász Károly |
| Blaháné Olcsvári Mária |
| Ducsai Attila |
| Elek József Barnabás |
| Gábor Dezső |
| Haragáné Darvas Marianna |
| Hegedűs Dezső |
| Kelemen László |
| Ladomérszky László |
| Magyar Jánosné |
| Magyar Márta |
| Molnár István |
| Mondreánné Lengyel Mária |
| Murányi Norbert |
| Nagy Gyula |
| Nagy Nóra |
| Sipos Attila |
| Sohajda István |
| Suskó József Viktor |
| Szikora Csaba |
| Szokircsák István |
| Szopkó Tibor |
| Szoták Szabolcs |
| Tóth József Sándor |
| Ulrich Attiláné |
| Varga Gábor |

| További jelöltek           |
| -------------------------- |
| Ördög Jakab                |
| dr. Kormos Imre            |
| Vargáné Kerékgyártó Ildikó |
| Galuska László             |
| Nyitrai Tibor              |
| dr. Koleszár Lajos         |
| Tóth Zoltán                |
| Csabai Gyula               |
| Balogh Attila Ágoston      |
| Szvoboda László            |
| Mészáros Barnabás          |
| Molnár Magdolna            |
| Nyeste János               |
| Molnár Zoltán              |
| Perényi Barnabás           |
| Takács Lászlóné            |
| Matusz Tamás               |
| Kiss Sándor                |
| Halász Károly              |
| Blaháné Olcsvári Mária     |
| Ducsai Attila              |
| Elek József Barnabás       |
| Gábor Dezső                |
| Haragáné Darvas Marianna   |
| Hegedűs Dezső              |
| Kelemen László             |
| Ladomérszky László         |
| Magyar Jánosné             |
| Magyar Márta               |
| Molnár István              |
| Mondreánné Lengyel Mária   |
| Murányi Norbert            |
| Nagy Gyula                 |
| Nagy Nóra                  |
| Sipos Attila               |
| Sohajda István             |
| Suskó József Viktor        |
| Szikora Csaba              |
| Szokircsák István          |
| Szopkó Tibor               |
| Szoták Szabolcs            |
| Tóth József Sándor         |
| Ulrich Attiláné            |
| Varga Gábor                |

| RPM             |
| --------------- |
|                 |
| Dancs Mihály    |
| Bordás Géza     |
| Lázi Zoltán     |
| Glonczi Béláné  |
| Farkas Istvánné |

| Fidesz-KDNP |
| --- |
| |
| dr. Ódor Ferenc |
| Koncz Ferenc |
| dr. Szabó Csaba |
| Tamás Barnabás |
| Demeter Zoltán |
| \| További jelöltek \| \| ----------------------- \| \| dr. Sója Szabolcs \| \| Gergely Zsolt \| \| Baricsak István Jánosné \| \| Panyik József \| \| Bihari Márta \| \| Milánkovich Ernő \| \| Marton Péter \| \| Szeles András \| \| Görcsös Ferenc \| \| Hajdú András \| \| Ritó Lászlóné \| \| Lehóczki István \| \| Bodnár László \| \| Czeglédi Sándor \| \| Nyerges Tibor \| \| Aros János \| \| Molnár János \| \| Vámos Zoltán \| \| Hausel József \| \| dr. Boholy György \| \| Román István \| \| dr. Simon Csaba \| \| Serfőző Szabolcs \| \| Lenártek András \| \| Szemán Ákos \| \| Gottfried István \| \| Kovács Imre \| \| Molnár Istvánné \| \| Borbás Imréné \| \| Bartha Ferenc \| \| Tóth Albert \| \| Székely Bálint \| \| Váradi Ferenc Zsolt \| \| Batta Sándor \| \| Anderkó József \| \| Poráczki Máténé \| \| Elekes Péter \| \| Hegedüs József \| \| Sáfrány Miklós \| \| Sike István \| \| Nagyné Tóth Tímea \| \| Takács Józsefné \| \| Illésy László \| \| Panykó József \| \| Farkas Zoltánné \| \| Bartus József \| \| Polák Péter \| \| dr. Zemlényi István \| |
| További jelöltek |
| dr. Sója Szabolcs |
| Gergely Zsolt |
| Baricsak István Jánosné |
| Panyik József |
| Bihari Márta |
| Milánkovich Ernő |
| Marton Péter |
| Szeles András |
| Görcsös Ferenc |
| Hajdú András |
| Ritó Lászlóné |
| Lehóczki István |
| Bodnár László |
| Czeglédi Sándor |
| Nyerges Tibor |
| Aros János |
| Molnár János |
| Vámos Zoltán |
| Hausel József |
| dr. Boholy György |
| Román István |
| dr. Simon Csaba |
| Serfőző Szabolcs |
| Lenártek András |
| Szemán Ákos |
| Gottfried István |
| Kovács Imre |
| Molnár Istvánné |
| Borbás Imréné |
| Bartha Ferenc |
| Tóth Albert |
| Székely Bálint |
| Váradi Ferenc Zsolt |
| Batta Sándor |
| Anderkó József |
| Poráczki Máténé |
| Elekes Péter |
| Hegedüs József |
| Sáfrány Miklós |
| Sike István |
| Nagyné Tóth Tímea |
| Takács Józsefné |
| Illésy László |
| Panykó József |
| Farkas Zoltánné |
| Bartus József |
| Polák Péter |
| dr. Zemlényi István |

| További jelöltek        |
| ----------------------- |
| dr. Sója Szabolcs       |
| Gergely Zsolt           |
| Baricsak István Jánosné |
| Panyik József           |
| Bihari Márta            |
| Milánkovich Ernő        |
| Marton Péter            |
| Szeles András           |
| Görcsös Ferenc          |
| Hajdú András            |
| Ritó Lászlóné           |
| Lehóczki István         |
| Bodnár László           |
| Czeglédi Sándor         |
| Nyerges Tibor           |
| Aros János              |
| Molnár János            |
| Vámos Zoltán            |
| Hausel József           |
| dr. Boholy György       |
| Román István            |
| dr. Simon Csaba         |
| Serfőző Szabolcs        |
| Lenártek András         |
| Szemán Ákos             |
| Gottfried István        |
| Kovács Imre             |
| Molnár Istvánné         |
| Borbás Imréné           |
| Bartha Ferenc           |
| Tóth Albert             |
| Székely Bálint          |
| Váradi Ferenc Zsolt     |
| Batta Sándor            |
| Anderkó József          |
| Poráczki Máténé         |
| Elekes Péter            |
| Hegedüs József          |
| Sáfrány Miklós          |
| Sike István             |
| Nagyné Tóth Tímea       |
| Takács Józsefné         |
| Illésy László           |
| Panykó József           |
| Farkas Zoltánné         |
| Bartus József           |
| Polák Péter             |
| dr. Zemlényi István     |

| MIÉP |
| --- |
| |
| Barati Attila                                                                                            |
| Miklós Árpád                                                                                             |
| Szilágyi Sándor                                                                                          |
| Lövey István Sándor                                                                                      |
| Vass József                                                                                              |
| \| További jelöltek \| \| ---------------- \| \| Bodnár Péter \| \| Bodnár Csaba \| \| Josovith Péter \| |
| További jelöltek                                                                                         |
| Bodnár Péter                                                                                             |
| Bodnár Csaba                                                                                             |
| Josovith Péter                                                                                           |

| További jelöltek |
| ---------------- |
| Bodnár Péter     |
| Bodnár Csaba     |
| Josovith Péter   |

| FKGP |
| --- |
| |
| dr. Török Pál |
| Bárány Imre |
| Berzi János |
| Csorba György |
| Bárány Zoltán |
| \| További jelöltek \| \| ------------------- \| \| Stoff László \| \| Greskovits István \| \| Dániel Róbert Tamás \| |
| További jelöltek |
| Stoff László |
| Greskovits István |
| Dániel Róbert Tamás                                                                                                   |

| További jelöltek    |
| ------------------- |
| Stoff László        |
| Greskovits István   |
| Dániel Róbert Tamás |

| MDF |
| --- |
| |
| Labóczki János |
| Gergulics Péter |
| Papp László |
| Szarka Zoltán |
| Kemény Lászlóné |
| \| További jelöltek \| \| ---------------- \| \| Szabó Attila \| \| Kertész Béla \| \| Galkó Tibor \| \| Zsiros László \| \| Nagy Gábor \| |
| További jelöltek |
| Szabó Attila |
| Kertész Béla |
| Galkó Tibor |
| Zsiros László |
| Nagy Gábor |

| További jelöltek |
| ---------------- |
| Szabó Attila     |
| Kertész Béla     |
| Galkó Tibor      |
| Zsiros László    |
| Nagy Gábor       |

| MIÉP                                                                           |
| ------------------------------------------------------------------------------ |
|                                                                                |
| Soltész Imre István                                                            |
| Várkonyi József Gyula                                                          |
| dr. Kós Csaba                                                                  |
| Rácz Mihály                                                                    |
| Szaniszló István Zsolt                                                         |
| \| További jelöltek \| \| ---------------- \| \| Lévai Ákos \| \| Dobó Imre \| |
| További jelöltek                                                               |
| Lévai Ákos                                                                     |
| Dobó Imre                                                                      |

| További jelöltek |
| ---------------- |
| Lévai Ákos       |
| Dobó Imre        |

| ZTSZ                |
| ------------------- |
|                     |
| Laczkó Károly       |
| dr. Jánosdeák Gábor |
| Németh Károly       |
| dr. Szodoray Sándor |
| Tiszolci József     |

| Fidesz-KDNP |
| --- |
| |
| Tállai András |
| Szamosvölgyi Péter |
| Riz Gábor |
| Molnár Oszkár |
| dr. Csiba Gábor |
| \| További jelöltek \| \| --------------------- \| \| Steinerné Vasvári Éva \| \| Erdős Tamás \| \| Budai Erzsébet \| \| Farkas Félix \| \| dr. Bélteczki János \| \| Csiger Lajos \| \| Déry Zoltán \| \| Kundrák László \| \| Török Dezső \| \| dr. Kerékgyártó Judit \| \| dr. Domján László \| \| Hidegkúti Ákos \| \| Hajdu Imre \| \| Petercsák Pál \| \| Obbágy Csaba \| \| Feledy Péter \| |
| További jelöltek |
| Steinerné Vasvári Éva |
| Erdős Tamás |
| Budai Erzsébet |
| Farkas Félix |
| dr. Bélteczki János |
| Csiger Lajos |
| Déry Zoltán |
| Kundrák László |
| Török Dezső |
| dr. Kerékgyártó Judit |
| dr. Domján László |
| Hidegkúti Ákos |
| Hajdu Imre |
| Petercsák Pál |
| Obbágy Csaba |
| Feledy Péter |

| További jelöltek      |
| --------------------- |
| Steinerné Vasvári Éva |
| Erdős Tamás           |
| Budai Erzsébet        |
| Farkas Félix          |
| dr. Bélteczki János   |
| Csiger Lajos          |
| Déry Zoltán           |
| Kundrák László        |
| Török Dezső           |
| dr. Kerékgyártó Judit |
| dr. Domján László     |
| Hidegkúti Ákos        |
| Hajdu Imre            |
| Petercsák Pál         |
| Obbágy Csaba          |
| Feledy Péter          |

| MSZP |
| --- |
| |
| Gyárfás Ildikó |
| Szabó György |
| Koscsó Lajos Sándor |
| Benedek Mihály |
| Szitka Péter |
| \| További jelöltek \| \| -------------------- \| \| Hutkainé Novák Márta \| \| Sztupák Péter \| \| dr. Soós Győző \| \| Mihályi Helga \| \| Vécsi István \| \| Kovács Lajosné \| \| Praták Zoltánné \| \| Bráz György \| \| Dóka János \| \| Geregúr József \| \| Kaló Gyula \| \| Kosztrub Tibor \| \| Rohonka Sándor \| \| Szőgedi Szabolcs \| \| Tarjányi Sándor \| |
| További jelöltek |
| Hutkainé Novák Márta |
| Sztupák Péter |
| dr. Soós Győző |
| Mihályi Helga |
| Vécsi István |
| Kovács Lajosné |
| Praták Zoltánné |
| Bráz György |
| Dóka János |
| Geregúr József |
| Kaló Gyula |
| Kosztrub Tibor |
| Rohonka Sándor |
| Szőgedi Szabolcs |
| Tarjányi Sándor |

| További jelöltek     |
| -------------------- |
| Hutkainé Novák Márta |
| Sztupák Péter        |
| dr. Soós Győző       |
| Mihályi Helga        |
| Vécsi István         |
| Kovács Lajosné       |
| Praták Zoltánné      |
| Bráz György          |
| Dóka János           |
| Geregúr József       |
| Kaló Gyula           |
| Kosztrub Tibor       |
| Rohonka Sándor       |
| Szőgedi Szabolcs     |
| Tarjányi Sándor      |

| SZDSZ |
| --- |
| |
| Farkas Zoltán |
| Pétervári György |
| Bardi Miklós |
| dr. Almási György |
| Richter Péter |
| \| További jelöltek \| \| ------------------------- \| \| Tóth István \| \| Béres László \| \| Takács László Krisztián \| \| Bárczi Ágnes \| \| Szentpéteri Jácint József \| |
| További jelöltek |
| Tóth István |
| Béres László |
| Takács László Krisztián |
| Bárczi Ágnes |
| Szentpéteri Jácint József |

| További jelöltek          |
| ------------------------- |
| Tóth István               |
| Béres László              |
| Takács László Krisztián   |
| Bárczi Ágnes              |
| Szentpéteri Jácint József |

| Munkáspárt                                                                           |
| ------------------------------------------------------------------------------------ |
|                                                                                      |
| Budai Ferenc                                                                         |
| Török Sándor József                                                                  |
| Kardos Mihály                                                                        |
| dr. Szentirmai Károly István                                                         |
| Bencs László András                                                                  |
| \| További jelöltek \| \| ---------------- \| \| Éles János \| \| Weinémer László \| |
| További jelöltek                                                                     |
| Éles János                                                                           |
| Weinémer László                                                                      |

| További jelöltek |
| ---------------- |
| Éles János       |
| Weinémer László  |

| RPM            |
| -------------- |
|                |
| Horváth Aladár |
| -              |
| Kótai József   |
| Nagy Elemér    |
| Berki Elemér   |

| MDF |
| --- |
| |
| Szabó Gyula |
| Rizner József |
| Uray Attiláné |
| Veres Edit |
| Nagy György |
| \| További jelöltek \| \| ------------------------ \| \| Bulla Gusztáv \| \| Barna Péter \| \| Orbán László \| \| Erdélyiné Gardi Julianna \| \| Kaló István \| \| Krizmanics Attiláné \| |
| További jelöltek |
| Bulla Gusztáv |
| Barna Péter |
| Orbán László |
| Erdélyiné Gardi Julianna |
| Kaló István |
| Krizmanics Attiláné |

| További jelöltek         |
| ------------------------ |
| Bulla Gusztáv            |
| Barna Péter              |
| Orbán László             |
| Erdélyiné Gardi Julianna |
| Kaló István              |
| Krizmanics Attiláné      |

## A szavazás menete
A választást 2006. október 1-jén bonyolították le. A választópolgárok reggel 6 órától kezdve adhatták le a szavazataikat, egészen a 19 órás urnazárásig.
Kéked községben több visszaélés gyanúja merült föl a szavazás során, ezért a Területi Választási Bizottság a település választási eredményeit megsemmisítette és szavazás megismétlését rendelte el. Erre október 29-én került sor, így csak ezek után lehetett a végleges megyei eredményt kihirdetni. (Kéked polgárainak a száma 185 volt, ami a megyei közgyűlési választók 0,04%-ának felel meg, így a szavazás megismétlése igen kis mértékben befolyásolta a végeredményt.)

### Részvétel
| szavazó 56,0% | távolmaradó 44,0% |

| érvényes 96,3% |

| szavazó 56,0% | távolmaradó 44,0% |

| érvényes 96,3% |

Kilenc polgár közül öt ment el szavazni
A 433 ezer szavazásra jogosult polgárból 243 ezer vett részt a választásokon (56%). Közülük kilencezren szavaztak érvénytelenül (3,7%).
A részvételi hajlandóság jelentősen eltért a két választókerületben. A kistelepüléseken a polgárok közel 60%-a ment el szavazni, míg a középvárosokban ez az arány bőven 50% alatt maradt.
Az érvénytelen szavazatok aránya is a kistelepüléseken volt magasabb (4,4%-1,7%).
|  |  |  |

|  |  |  |

## Eredmények
| Lista    | Lista       | Érvényes szavazat | Érvényes szavazat | Küszöb | Küszöb | Képviselő | Képviselő | Képviselő |
| Lista    | Lista       | db                | arány             | kt     | kv     | fő        | arány     | +/–       |
| -------- | ----------- | ----------------- | ----------------- | ------ | ------ | --------- | --------- | --------- |
|          | Fidesz–KDNP | 113 723           | 48,67%            | ✓      | ✓      | 32        | 54,24%    | +9        |
|          | MSZP        | 89 542            | 38,32%            | ✓      | ✓      | 27        | 45,76%    | –9        |
|          | MDF         | 6 903             | 2,95%             | ✗      | ✗      | 0         |           | ±?        |
|          | SZDSZ       | 6 539             | 2,80%             | ✗      | ✗      | 0         |           | ±0        |
|          | ZTSZ        | 5 012             | 2,15%             | ✗      | ✗      | 0         |           | ±0        |
|          | MIÉP        | 4 757             | 2,04%             | ✗      | ✗      | 0         |           | ±0        |
|          | Munkáspárt  | 2 468             | 1,06%             | ✗      | ✗      | 0         |           | ±0        |
|          | RPM         | 2 268             | 0,97%             | ✗      | ✗      | 0         |           | Új        |
|          | FKGP        | 1 484             | 0,88%             | ✗      |        | 0         |           | ±0        |
|          | MVPP        | 961               | 0,41%             | ✗      |        | 0         |           | ±0        |
| Összesen | Összesen    | 233 657           |                   |        |        | 59        |           |           |

### Választókerületenként
| Lista    | Lista       | Érvényes szavazat | Érvényes szavazat | Küszöb | Képviselő | Képviselő |
| -------- | ----------- | ----------------- | ----------------- | ------ | --------- | --------- |
|          | Fidesz–KDNP | 85 985            | 50,78%            | ✓      | 23        | 57,50%    |
|          | MSZP        | 60 377            | 35,66%            | ✓      | 17        | 42,50%    |
|          | MDF         | 4 849             | 2,86%             | ✗      | 0         |           |
|          | SZDSZ       | 4 219             | 2,49%             | ✗      | 0         |           |
|          | ZTSZ        | 4 200             | 2,48%             | ✗      | 0         |           |
|          | MIÉP        | 3 450             | 2,04%             | ✗      | 0         |           |
|          | Munkáspárt  | 1 953             | 1,15%             | ✗      | 0         |           |
|          | RPM         | 1 849             | 1,09%             | ✗      | 0         |           |
|          | FKGP        | 1 484             | 0,88%             | ✗      | 0         |           |
|          | MVPP        | 961               | 0,57%             | ✗      | 0         |           |
| Összesen | Összesen    | 169 327           |                   | 2/10   | 40        |           |

| Lista    | Lista       | Érvényes szavazat | Érvényes szavazat | Küszöb | Képviselő | Képviselő |
| -------- | ----------- | ----------------- | ----------------- | ------ | --------- | --------- |
|          | MSZP        | 29 165            | 45,34%            | ✓      | 10        | 52,63%    |
|          | Fidesz–KDNP | 27 738            | 43,12%            | ✓      | 9         | 47,37%    |
|          | SZDSZ       | 2 320             | 3,61%             | ✗      | 0         |           |
|          | MDF         | 2 054             | 3,19%             | ✗      | 0         |           |
|          | MIÉP        | 1 307             | 2,03%             | ✗      | 0         |           |
|          | ZTSZ        | 812               | 1,26%             | ✗      | 0         |           |
|          | Munkáspárt  | 515               | 0,80%             | ✗      | 0         |           |
|          | RPM         | 419               | 0,65%             | ✗      | 0         |           |
| Összesen | Összesen    | 64 330            |                   | 2/8    | 19        |           |

A 4%-os küszöböt a kistelepülési választókerületben 6 773, míg a középvárosiban 2 573 szavazat jelentette.
A kistelepülési kerületben arra a nyolc listára amelyik nem jutott képviselői helyhez, összesen 22 965 szavazat érkezett, míg a középvárosi hat kimaradó listára 7 427. (13,56% ill. 11,55%)
A középvárosi kerületben az SZDSZ és az MDF listája egy százalékpontos közelségben volt a bejutási küszöbhöz, de mind a kettő alatta is maradt.
| Lista | Lista | Választókerület | Eltérés  | Eltérés |
| Lista | Lista | Választókerület | Szavazat | %p      |
| ----- | ----- | --------------- | -------- | ------- |
|       | SZDSZ | középvárosi     | −253     | -0,39   |
|       | MDF   | középvárosi     | −519     | -0,81   |

## Az új közgyűlés
| Közgyűlés |             |           |           |
| Lista     | Lista       | Képviselő | Képviselő |
|           | Fidesz-KDNP | 32        | 54%       |
|           | MSZP        | 27        | 46%       |
| Összesen  | Összesen    | 59        |           |

A közgyűlés alakuló ülésére november 9-én került sor. Az ülés elnökké választották Ódor Ferencet, a Fidesz-KDNP megyei elnökét, aki a kistelepülési lista éléről került be a közgyűlésbe. Ódor Ferenc 1998 és 2002 között már vezette a közgyűlést. Két főállású és egy társadalmi megbízatású alelnököt választottak még meg: Koncz Ferenc, Gergely Zsolt és dr. Sója Szabolcs személyében (mindhárman a Fidesz-KDNP kistelepülési listáján szerepeltek).

### A megválasztott képviselők
| Fidesz-KDNP             |
| ----------------------- |
|                         |
| kistelepülések          |
| dr. Ódor Ferenc         |
| Koncz Ferenc            |
| dr. Szabó Csaba         |
| Tamás Barnabás          |
| Demeter Zoltán          |
| dr. Sója Szabolcs       |
| Gergely Zsolt           |
| Baricsak István Jánosné |
| Panyik József           |
| Bihari Márta            |
| Milánkovich Ernő        |
| Marton Péter            |
| Szeles András           |
| Görcsös Ferenc          |
| Hajdú András            |
| Ritó Lászlóné           |
| Lehóczki István         |
| Bodnár László           |
| Czeglédi Sándor         |
| Nyerges Tibor           |
| Aros János              |
| Molnár János            |
| Vámos Zoltán            |

| Fidesz-KDNP           |
| --------------------- |
|                       |
| középvárosok          |
| Tállai András         |
| Szamosvölgyi Péter    |
| Riz Gábor             |
| Molnár Oszkár         |
| dr. Csiba Gábor       |
| Steinerné Vasvári Éva |
| Erdős Tamás           |
| Budai Erzsébet        |
| Farkas Félix          |

| MSZP                 |
| -------------------- |
|                      |
| középvárosok         |
| Gyárfás Ildikó       |
| Szabó György         |
| Koscsó Lajos Sándor  |
| Benedek Mihály       |
| Szitka Péter         |
| Hutkainé Novák Márta |
| Sztupák Péter        |
| dr. Soós Győző       |
| Mihályi Helga        |
| Vécsi István         |

| MSZP                       |
| -------------------------- |
|                            |
| kistelepülések             |
| Kormos Dénes               |
| Gúr Nándor                 |
| Lukács András              |
| Juhász István              |
| Nyakó István               |
| Ördög Jakab                |
| dr. Kormos Imre            |
| Vargáné Kerékgyártó Ildikó |
| Galuska László             |
| Nyitrai Tibor              |
| dr. Koleszár Lajos         |
| Tóth Zoltán                |
| Csabai Gyula               |
| Balogh Attila Ágoston      |
| Szvoboda László            |
| Mészáros Barnabás          |
| Molnár Magdolna            |

### MTI hírek
- http://archiv1988-2005.mti.hu

A Magyar Távirati Iroda archívuma elérhető a világhálón, abban az 1988 óta megjelent hírek szabadon kereshetők. Ugyanakkor a honlap olyan technológiával készült, hogy az egyes hírekre nem lehet közvetlen hivatkozást (linket) megadni. Így a kereséshez szükséges alapadatok megadásával újra ki kell keresni az adott hír (cím kulcsszavai, dátum megadása).
1. ↑  MTI hír: „Önkormányzati választások - Borsod - megalakult a megyei közgyűlés”, Magyar Távirati Iroda, 2002. október 31. (Hozzáférés: 2017. január 12.)
2. ↑  MTI hír: „Megalakult a borsodi önkormányzat közgyűlése”, Magyar Távirati Iroda, 2006. november 9. (Hozzáférés: 2017. január 12.)